# Пита (фудбалер)
Пита (4. август 1958) бивши је бразилски фудбалер.

## Каријера
Током каријере играо је за Сантос, Сао Пауло, Стразбур и многе друге клубове.

## Репрезентација
За репрезентацију Бразила дебитовао је 1980. године. За национални тим одиграо је 7 утакмица.

## Статистика
| Бразил | Бразил | Бразил |
| Год.   | Ута.   | Гол.   |
| ------ | ------ | ------ |
| 1980   | 2      | 0      |
| 1981   | 1      | 0      |
| 1982   | 0      | 0      |
| 1983   | 2      | 0      |
| 1984   | 0      | 0      |
| 1985   | 0      | 0      |
| 1986   | 0      | 0      |
| 1987   | 2      | 0      |
| Укупно | 7      | 0      |